# Ablemma unicornis
Ablemma unicornis là một loài nhện trong họ Tetrablemmidae.
Loài này thuộc chi Ablemma. Ablemma unicornis được Burger miêu tả năm 2008.